# Rarities 1971-2003
Rarities 1971-2003 es un álbum recopilatorio de la banda británica de rock The Rolling Stones editada en el año 2005. Fue lanzado a nivel mundial por el sello discográfico Virgin Records, unidad de la británica EMI Group Plc, y por la cadena de cafeterías Starbucks Corp. en América del Norte y que incluye una selección de remezclas, temas poco populares y grabaciones difíciles de encontrar (lados-B y grabaciones en vivo) que fueron grabadas entre 1971 y 2003. El álbum alcanzó el puesto número 76 en las listas de Billboard de los Estados Unidos.
Este es el primer álbum de rarezas de la banda, en esta se incluyen los lados B "Fancy Man Blues" (de "Mixed Emotions" de 1989), "Anyway You Look At It" (de "Saint of Me" de 1998), "Wish I'd Never Met You" (de "Terrifying" de 1989), "Through the Lonely Nights" (de "It's Only Rock'n Roll (But I Like It)" de 1975), y el corte en vivo original de Chuck Berry "Let It Rock" (de "Brown Sugar" de 1971).La pista 3 "Wild Horses" (en vivo), del exitoso álbum Stripped, y las pistas 6 y 15, tomados del álbum recopilatorio Sucking in the Seventies, podrían no ser considerados rarezas porque aparecieron en álbumes previamente lanzados.

## Historia

### Arte de tapa
Aunque la imagen de la portada data de 1978 (del vídeo musical de "Respectable") sólo muestra a los cuatro miembros actuales de la banda y no cuenta con el bajista Bill Wyman, que fue removido de la imagen. La imagen original a color, se puede ver en el booklet Forty Licks, mostrándole de pie detrás de Jagger y Richards.

### Grabación y lanzamiento
El disco se compone principalmente de canciones recicladas de discos pasados y algunas versiones en vivo, que inclusive están disponibles dentro de algunas producciones anteriores de la banda. Entre los lados B: "Fancy Man Blues" fue grabado entre marzo y junio de 1989 en los Air Studios de Montserrat, en las Islas Vírgenes y los Olympic Studios de Londres, Inglaterra durantes las sesiones de estudio del Steel Wheels

## Lista y audio de canciones
Todas las canciones fueron compuestas por Mick Jagger y Keith Richards, a excepción de las anotadas:
1. "Fancy Man Blues" – 4:48
2. "Tumbling Dice" (En Vivo) – 4:02
  - Lado B del sencillo "Wild Horses" del álbum en vivo Stripped de 1995 y canción descartada de la misma producción
3. "Wild Horses" (En Vivo) – 5:10
  - Canción incluida en el álbum en vivo Stripped de 1995
4. "Beast of Burden" (En Vivo) – 5:04
  - En Vivo, lado b del sencillo "Going To A Go-Go" del álbum en vivo "Still Life" (American Concert 1981) de 1981 - grabada en vivo el 25 de noviembre de 1981 en el "Rosemont Horizon" de Chicago, Illinois, Estados Unidos.
5. "Anyway You Look at It" – 4:20
  - Lado B del sencillo "Saint of Me" del álbum Bridges to Babylon de 1997
6. "If I Was a Dancer (Dance Pt. 2)" (Mick Jagger/Keith Richards/Ronnie Wood) – 5:50
  - Canción descartada del álbum de estudio Emotional Rescue de 1980 e incluida en el compilatorio Sucking in the Seventies de 1981.
7. "Miss You" (Dance Version) – 7:32
  - Remezcla del sencillo "Miss You" del álbum de estudio Some Girls de 1978.
8. "Wish I'd Never Met You" – 4:39
  - Lado B del sencillo "Terrifying" del álbum de estudio Steel Wheels de 1989
9. "I Just Wanna Make Love to You" (En Vivo) (Willie Dixon) – 3:55
  - Lado B del sencillo "Highwire" del álbum en vivo Flashpoint de 1991, grabada el 6 de julio de 1990 en el Wembley Stadium, bonus track de la versión japonesa del disco en vivo No Security.
10. "Mixed Emotions" (12" Version) – 6:12
  - Remezcla del sencillo "Mixed Emotions" del álbum de estudio Steel Wheels de 1989 producida por Chris Kimsey.
11. "Through The Lonely Nights" – 4:12
  - Lado B del sencillo "It's Only Rock'n Roll (But I Like It)" del álbum de estudio It's Only Rock'n Roll de 1975, grabada en las sesiones del álbum Goats Head Soup de 1973.
12. "Live With Me" (En Vivo) – 3:47
  - Lado B del sencillo "Wild Horses" del álbum en vivo No Security de 1998
13. "Let It Rock" (En Vivo) (Chuck Berry) – 2:46
  - Lado B del sencillo "Brown Sugar" (sólo en el Reino Unido) del álbum de estudio Sticky Fingers de 1971, grabada en vivo el 13 de marzo de 1971 en la Universidad de Leeds.
14. "Harlem Shuffle" (NY Mix) (Bob Relf, Ernest Nelson) – 5:48
  - Remezcla del sencillo "Harlem Shuffle" del álbum de estudio Dirty Work de 1986.
15. "Mannish Boy" (En vivo) (McKinley Morganfield/Ellas McDaniel/Mel London) – 4:28
  - Canción del álbum en vivo Love You Live de 1977, editada del Sucking in the Seventies.
16. "Thru and Thru" (En vivo) – 6:39
  - Incluida en el DVD box set Four Flicks de 2003, grabada en enero de 2003 en el Madison Square Garden en Nueva York, Estados Unidos.

## Personal
The Rolling Stones
- Mick Jagger: voz, guitarras
- Keith Richards: voz, guitarras
- Charlie Watts: batería
- Ronnie Wood: guitarras, bajo, batería guitar; excepto en "Through the Lonely Nights" y en "Let It Rock"
- Bill Wyman: bajo; excepto en "Tumbling Dice" (en vivo), "Wild Horses" (versión en vivo de Stripped), "Live with Me" (en vivo), "Anyway You Look At It" y en "Thru and Thru" (en vivo)
- Mick Taylor: guitarras en "Through the Lonely Nights" y "Let It Rock"

Músicos adicionales
- Billy Preston: piano eléctrico y coros en "Mannish Boy"
- Nicky Hopkins: piano en "Through the Lonely Nights"
- Darryl Jones: bajo en "Tumbling Dice" (en vivo), "Wild Horses" (versión en vivo de Stripped), "Live with Me" (en vivo), "Anyway You Look at It", y en "Thru and Thru" (en vivo)
- Matt Clifford: teclados en "Wish I'd Never Met You" y "Mixed Emotions"
- Chuck Leavell: teclados y coros "Fancy Man Blues", "Tumbling Dice" (en vivo), "Wild Horses" (versión en vivo de Stripped), "Anyway You Look At It", "Wish I'd Never Met You", "Mixed Emotions", "Live with Me" (en vivo), "Harlem Shuffle", "Thru and Thru"